# Sutton Hoo
Sutton Hoo er navnet på et højdedrag ned mod Deben-floden i Suffolk i England, øst for landsbyen Woodbridge og omtrent 12 km øst for Ipswich. Stedet er kendt for to angelsaksiske gravpladser fra 500- og 600-tallet. En af gravhøjene indeholdt en intakt skibsbegravelse med et gravgods, som overgår det meste i rigdom og kulturhistorisk interesse. Genstandene er nu i British Museum i London, og mange af dem er udstillet permanent.
Genstandende, som arkæologer fandt i gravkammeret, inkluderer en række klædespænder i guld og ædelsten, en ceremoniel hjelm, et skjold og et sværd, en lyre og en sølvtallerken fra Det Byzantinske Rige. Skibsbegravelsen har ledt til sammenligninger med verden i fortællingen om Beovulf. Det oldengelske digt foregår delvist i Götaland i det sydlige Sverige, som har arkæologiske paralleller til nogle af fundene fra Sutton Hoo. Ifølge forskere er det mest sandsynligt, at den person, som er begravet i skibet, er Rædwald, konge af East Anglia.
Fundene fra Sutton Hoo er af speciel interesse for udforskningen af engelsk tidlig middelalder, fordi de kaster lys over gråzonen mellem myter, legender og fakta. Fundene er centrale i forståelsen af den angelsaksiske epoke og især af Øst-Anglias tidlige historie, og de er blevet kaldt for "en af de vigtigste arkæologiske opdagelser nogensinde".
De blev udgravet professionelt for første gang i 1939 af amatørarkæologen Basil Brown på bestilling af jordejeren Edith Pretty. Da omfanget af graven blev kendt overtog et hold professionelle arkæologer ledet af Charles Phillips. Gruppen der udgravede Sutton Hoo inkluderer W.F. Grimes og O.G.S. Crawford fra Ordnance Survey, Peggy Piggott (senere kendt som Peggy Guido) og Stuart Piggott.
Gravhøjene ligger med udsigt over udløbet af Deben og Nordsøen. Det største område har 20 gravhøje og ligger på en bakkekam længst mod syd og nærmest floden og havet. Ca. 500 m længere mod nord ligger det "nye" område på en anden bakkekam. Det blev opdaget i år 2000, da man skulle forberede grunden til et oplevelsescenter.

## I populærkulturen
Udgravningen og begivenhederne omkring den er baggrunden for romanen The Dig fra 2007 af John Preston, der blev filmatiseret i 2021 i en Netflix-produktion, med Carey Mulligan og Ralph Fiennes i hovedrollerne.